# 南大河天主教大學
南大河天主教大學（Pontifícia Universidade Católica do Rio Grande do Sul，簡稱PUCRS）是巴西南大河州的一所天主教私立大學，校區位於阿雷格里港及维亚芒。該校為南大河州最大的私立大學，且為聖母小昆仲會成立的第一所大學。PUCRS目前被該國教育部認定為巴西南部最好的大學，也與里约热内卢天主教大学、聖保羅天主教大學並列為該國最好的私立大學。

## 设施
这个大学有 22 个学院。教育系统按课程和计划组织，负责本科和研究生学习、继续教育、外展活动和研究。大学设施包括 200 多个教学和研究实验室，以及大学医院、科技园、科技博物馆、体育公园、剧院和会议中心。

## 外部連結
- Official Website in Portuguese and English（页面存档备份，存于）

30°03′28.00″S 51°10′28.00″W / 30.0577778°S 51.1744444°W
Template:Brazilian universities
Template:Brazil topics
Template:Education in South America